# Black's Medical Dictionary
Black's Medical Dictionary (42a ed, 2010,ISBN 978-1-4081-0419-4) és un diccionari mèdic complet que inclou definicions de termes, conceptes i condicions mèdics, publicat per A &amp; C Black Publishers. Es va publicar per primera vegada l'any 1906 i ara arriba a la quaranta-dua edició. Es considera una referència domèstica simplificada per a termes mèdics. Segons l'editor, conté més de 5000 definicions i descripcions de termes i conceptes mèdics amb més de 1000 diagrames.
La darrera edició conté seccions noves i ampliades sobre:
- Vacuna contra el VPH
- Anticossos monoclonals
- Tractament de fibromes
- Endoscòpia i laparoscòpia
- Angioplàstia coronària
- Recerca de MRSA i cèl·lules mare

L'1 d'abril de 2010, Bloomsbury Academic & Professional es va convertir en la nova editorial nord-americana de títols A&C Black. La distribució continua a través de Macmillan Publishers.

## Llista d'editors
- John Dixon Comrie[3]
  - 1906 (1a edició) – 1942 (17a edició)
- HA Clegg
  - 1944 (18a edició)
- GUERRA Thomson
  - 1948 (19a edició) – 1984 (34a edició)
- CWH Havard
  - 1987 (35a edició) – 1990 (36a edició)
- Gordon MacPherson
  - 1992 (37a edició) – 2002 (40a edició)
- Harvey Marcovitch
  - 2005 (41a edició) -